# Đòn bẩy
Đòn bẩy là một trong các loại máy cơ đơn giản được sử dụng nhiều trong đời sống để biến đổi lực tác dụng lên vật theo hướng có lợi cho con người.
Đòn bẩy là một vật rắn được sử dụng với một điểm tựa hay là điểm quay để làm biến đổi lực tác dụng của một vật lên một vật khác.
Archimedes đã từng nói: "Hãy cho tôi một điểm tựa, tôi sẽ nâng bổng cả Trái Đất".
Đòn bẩy và nguyên tắc đòn bẩy được sử dụng nhiều trong các máy móc, thiết bị cũng như các vật dụng thông thường trong đời sống hằng ngày.
Công thức mô men của đòn bẩy: Khoảng cách đến tâm của vật thể này x Trọng lượng của vật thể này = Khoảng cách đến tâm của vật kia x Trọng lượng của vật thể kia. 

Nguyên tắc của đòn bẩy

## Lịch sử
Những bằng chứng sớm nhất về cơ chế đòn bẩy bắt nguồn từ vùng Trung Đông cổ đại vào khoảng 5000 năm trước Công nguyên, khi đòn bẩy lần đầu tiên được sử dụng trong một cái cân thăng bằng đơn giản. Vào thời kỳ Ai Cập cổ đại vào khoảng 4400 năm trước Công nguyên, một bàn đạp chân có cấu tạo giống đòn bẩy đã được sử dụng trong khung dệt sớm nhất đã biết. Ở Lưỡng Hà (Iraq ngày nay) vào khoảng năm 3000 trước Công nguyên, shadouf, một thiết bị giống như cần cẩu sử dụng cơ chế đòn bẩy, đã được phát minh. Trong kỹ thuật của Ai Cập cổ đại, các công nhân đã sử dụng đòn bẩy để di chuyển và nâng các vật thể nặng hơn 100 tấn. Điều này thể hiện rõ ở các hốc, rãnh bị đòn bẩy tác dụng tạo ra trong các khối đá lớn mà không có cách nào khác để thực hiện điều này ngoài đòn bẩy.
Các tài liệu sớm nhất còn lại liên quan đến đòn bẩy có từ thế kỷ thứ 3 trước Công nguyên và được viết bởi Archimedes.

### Ứng dụng
Đòn bẩy được ứng dụng trong quân sự: máy bắn đá do Archimedes chế tạo nhằm mục đích đánh đuổi quân xâm lược La Mã xâm lăng thành phố Syracuse quê hương ông.

## Lực và đòn bẩy

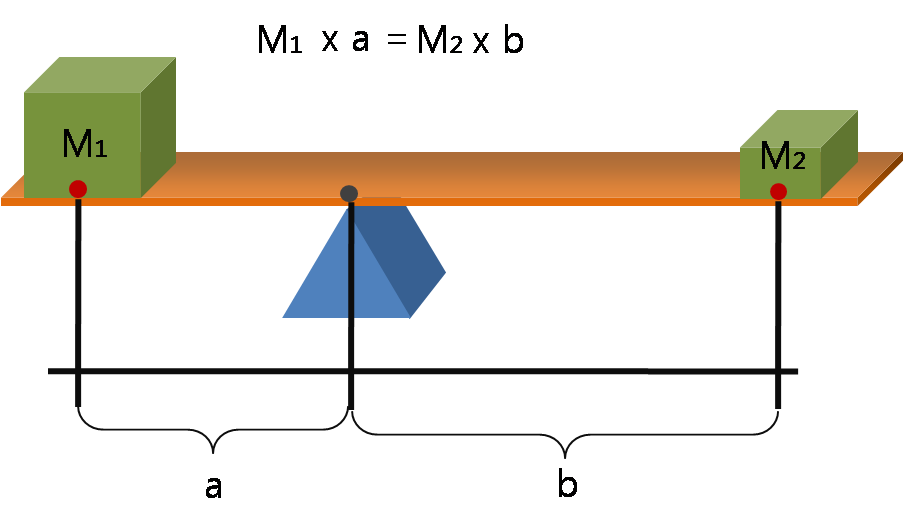
Một đòn bẩy cân bằng

Hiệu quả cơ học của một đòn bẩy có thể được xác định bằng cách xét sự cân bằng các mô men lực T, đối với điểm tựa. Khoảng cách đến điểm tựa và lực là tỉ lệ nghịch: nếu khoảng cách càng xa thì lực đầu ra càng bị giảm.
{\displaystyle T_{1}=F_{1}a,\quad } {\displaystyle T_{2}=F_{2}b\!}
trong đó F1 là lực đầu vào tác dụng lên đòn bẩy và F2 là lực đầu ra. Các khoảng cách a và b là các khoảng cách từ điểm tựa tới lực, vuông góc với giá của lực (gọi là các cánh tay đòn của các lực).
Vì mô men lực phải cân bằng nên {\displaystyle T_{1}=T_{2}\!}. Vì thế, {\displaystyle F_{1}a=F_{2}b\!}.
Quy tắc đòn bẩy lần đầu được "chứng minh" bởi Archimedes, sử dụng phương pháp hình học. Tuy nhiên, phương pháp dưới đây không được coi là một phép chứng minh chặt chẽ, mà chỉ được đưa ra dự đoán, kết hợp với một số thực nghiệm để kiểm chứng vào thời điểm bấy giờ. 

## Hiệu quả cơ học
Hiệu quả cơ học của đòn bẩy là tỉ số giữa lực đầu ra trên lực đầu vào,
{\displaystyle MA={\frac {F_{2}}{F_{1}}}={\frac {a}{b}}.\!}
Đòn bẩy, hay bất cứ loại máy móc nào đều tuân theo định luật bảo toàn năng lượng: được lợi về lực bao nhiêu thì lại thiệt về quãng đường hay tốc độ di chuyển.

## Các loại đòn bẩy

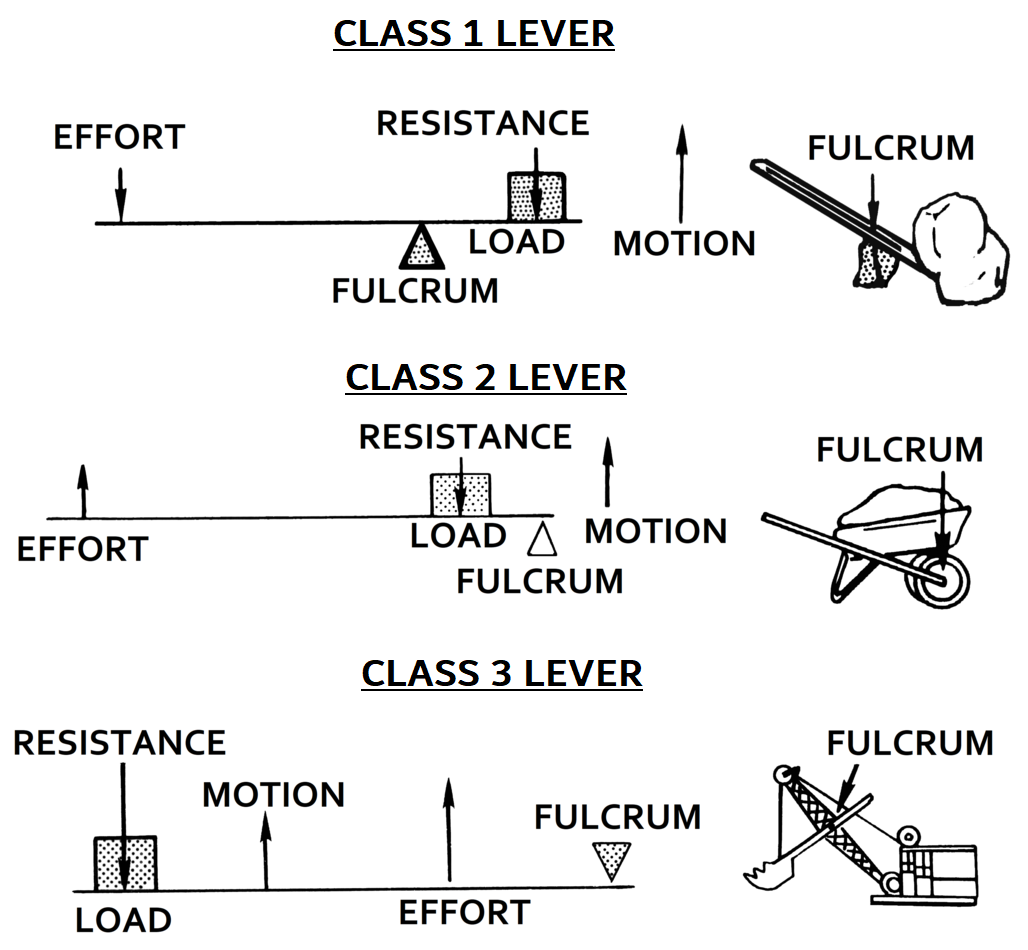
Ba loại đòn bẩy

Các đòn bẩy được phân loại dựa theo vị trí tương đối giữa điểm tựa, lực đầu vào tác dụng (ở đây gọi tắt là lực) và vật cần nâng (tải). Ta có sự xác định ba loại đòn bẩy:
- Loại I — Điểm tựa ở giữa lực đầu vào và tải: Lực ở một bên của điểm tựa và tải ở bên kia, loại này có các ví dụ: cái bập bênh, xà beng hay một cái kéo, cái kẹp quần áo hay cái cân đòn, cái búa kẹp để nhổ đinh, cái đòn gánh (quang gánh). Hiệu quả cơ học là bất kỳ, có thể ít hơn, bằng hoặc nhỏ hơn 1.
- Loại II — Tải ở giữa lực và điểm tựa: Lực ở một bên của tải và điểm tựa ở bên kia. Các ví dụ bao gồm: xe rùa, cái kìm tách hạt, cái mở nắp chai hay bàn đạp phanh ô tô, trong đó cánh tay đòn của tải nhỏ hơn cánh tay đòn của lực đầu vào, và hiệu quả cơ học luôn lớn hơn 1. Đòn bẩy loại này còn được gọi là đòn bẩy nhân lực.
- Loại III — Lực ở giữa điểm tựa và tải: Tải ở một bên của lực và điểm tựa, ví dụ, một cặp nhíp, cái búa, một cặp đũa hay cái gắp, cần câu cá hay xương hàm dưới của hộp sọ người. Cánh tay đòn của lực đầu vào nhỏ hơn cánh tay đòn của tải, nên hiệu quả cơ học luôn bé hơn 1. Đòn bẩy loại này do đó còn được gọi là đòn bẩy nhân tốc độ, vì tuy rằng ta bị thiệt về lực nhưng lại được lợi về tốc độ di chuyển vật.

## Đòn bẩy hỗn hợp

Ví dụ về đòn bẩy hỗn hợp: cái bấm móng tay là một hệ gồm một đòn bẩy loại 2 và một đòn bẩy loại 3.

Một đòn bẩy hỗn hợp bao gồm hệ một số đòn bẩy cùng hoạt động nối tiếp nhau: tải của một đòn bẩy trong hệ đòn bẩy là lực đặt vào của đòn bẩy tiếp theo, vì vậy lực mà ta tác dụng được chuyển từ một đòn bẩy đến đòn bẩy tiếp theo. Các ví dụ của đòn bẩy hỗn hợp: một số loại cân, bấm móng tay, và phím đàn piano.